# Neve Mivtah
Neve Mivtah (Hebreeuws: נווה מבטח) is een mosjav van de regionale raad van Be'er Tuvia. De mosjav ligt in het noordwestelijke deel van de Negev.